# مزرعة علي غشاد فكري
مزرعة علي غشاد فكري (بالفارسية: مزرعه علی گشادفکری) هي منطقة سكنية تقع في قسم اجارود الغربي الريفي في إيران. يقدر عدد سكانها بـ 116 نسمة .